# 银三角
銀三角位於拉丁美洲的哥倫比亞、秘魯、玻利維亞和巴西所在的安第斯山和亞馬遜地區之地區，主要製作古柯鹼。
毒品的知名販售地區，除了銀三角之外，有阿富汗、巴基斯坦和伊朗交界處的「金新月」（海洛英），緬甸、寮國和泰國交界處的「金三角」（海洛因，此三地為世界三大毒品植物產地，號稱「毒販的麥加」（必須去原產地採購，較為便宜）。有迹象显示由于东南亚的罌粟产量持续下降，毒贩可能开始向阿富汗寻求海洛因原料。
1. ↑  AIC. . （原始内容存档于2011年4月2日）.